# Ровеньки (Бєлгородська область)
Ровеньки́ (рос. Ровеньки́) — селище міського типу, адміністративний центр Ровеньського району Бєлгородської області, Росія. Неподалік розташований пункт пропуску на кордоні з Україною Ровеньки — Танюшівка.
Населення селища становить 9 883 особи (2008; 9 742 в 2002). Є частиною українських етнічних земель Слобожанщина.

## Географія
Селище Ровеньки́ розташоване на березі річки Айдар, лівій притоці Сіверського Дінця.

## Історія
Слобода Ровеньки́ була заснована козаками у другій третині XVII століття. Статус селища міського типу Ровеньки́ отримали у 1976 році.
21 березня 2024 року, в районі селища Ровеньки впав російський гелікоптер Мі-8, на борту якого перебувало четверо людин.

## Економіка
В селищі працюють цегляний, маслосироробний та хлібний заводи, пивний цех, млини.

## Видатні місця
- Троїцька церква (1883)

## Особистість
В селищі народився Кізієв Петро Іванович (1929—2009) — український скульптор.